# Zdymadlo Srnojedy
Zdymadlo Srnojedy je vodní dopravní stavba na Labi, která je ve správě státního podniku Povodí Labe. Nachází se na říčním kilometru 961,524 Evropské kilometráže (s nulou při ústí Labe do Severního moře), resp. na říčním kilometru 124,154 podle staré kilometráže s nulou u Mělníka, pouze asi 6,2 km západně (vzdušnou čarou) od centra Pardubic, na severozápadním okraji obce Srnojedy, po které je pojmenováno. Předchozí plavební stupeň je Zdymadlo Pardubice, následující plavební stupeň je Zdymadlo Přelouč.
Udržováním vzduté hladiny v jezové zdrži na kótě 212,99 m n. m. vodní dílo plní následující funkce:
- zajišťuje potřebnou hloubku a vyhovující podmínky pro plavbu ve smyslu platné plavební vyhlášky
- umožňuje odběry povrchové vody pro průmyslové a zemědělské využití
- odtok vody z jezové zdrže slouží k výrobě elektrické energie v přilehlé vodní elektrárně

## Jednotlivé části zdymadla
Hlavní objekty vodního díla jsou:
- jez
- plavební komora
- malá vodní elektrárna

### Jez
Jez je tvořen dvěma poli světlosti 22,0 metrů, která jsou hrazená zdvižnými ocelovými stavidly typu Stoney s nasazenými dutými úhlovými klapkami. Celkový objem jezové zdrže je 1,88 miliónu krychlových metrů. Nominální vzdutá hladina je 212,99 m n. m. s povolenou tolerancí kolísání hladiny 0 až +20 cm při průtoku do 80 m3/s, 0 až +10 cm při průtoku mezi 80 až 300 m3/s a −40 až 0 cm při průtocích nad 300 m3/s.

### Plavební komora
Jednolodní plavební komora je umístěna u pravého břehu Labe, v sousedství pravého jezového pole. Její užitné rozměry jsou 85 × 12 × 3 metry. V horním i dolním ohlaví jsou nainstalována ocelová vzpěrná vrata. Plnění a prázdnění komory umožňují dlouhé boční obtoky zaklenutého tvaru o rozměrech 1,75 × 2,20 metru, které jsou hrazeny segmentovými uzávěry. Provozní doba plavební komory je výrazně kratší než je tomu od plavebního stupně Týnec nad Labem a níže, pouze pondělí až pátek od 6 do 14:30 hodin.

### Malá vodní elektrárna
Malá vodní elektrárna (MVE) je umístěna při levém břehu. Dvě Kaplanovy turbíny mají hltnost 2 × 37,5 m3/s, celkový instalovaný výkon je 2 × 0,98 MW. Hrubý spád na vodní elektrárně je 3,80 metru. Minimální spád, při kterém může být vodní elektrárna ještě v provozu je 1,80 metru. MVE Srnojedy se svým výkonem řadí do podkategorie průmyslové MVE (nad 1 MW), podle režimu nakládání s vodou jde o MVE průtokovou, podle spádu jde o MVE nízkotlakou.

## Fotogalerie

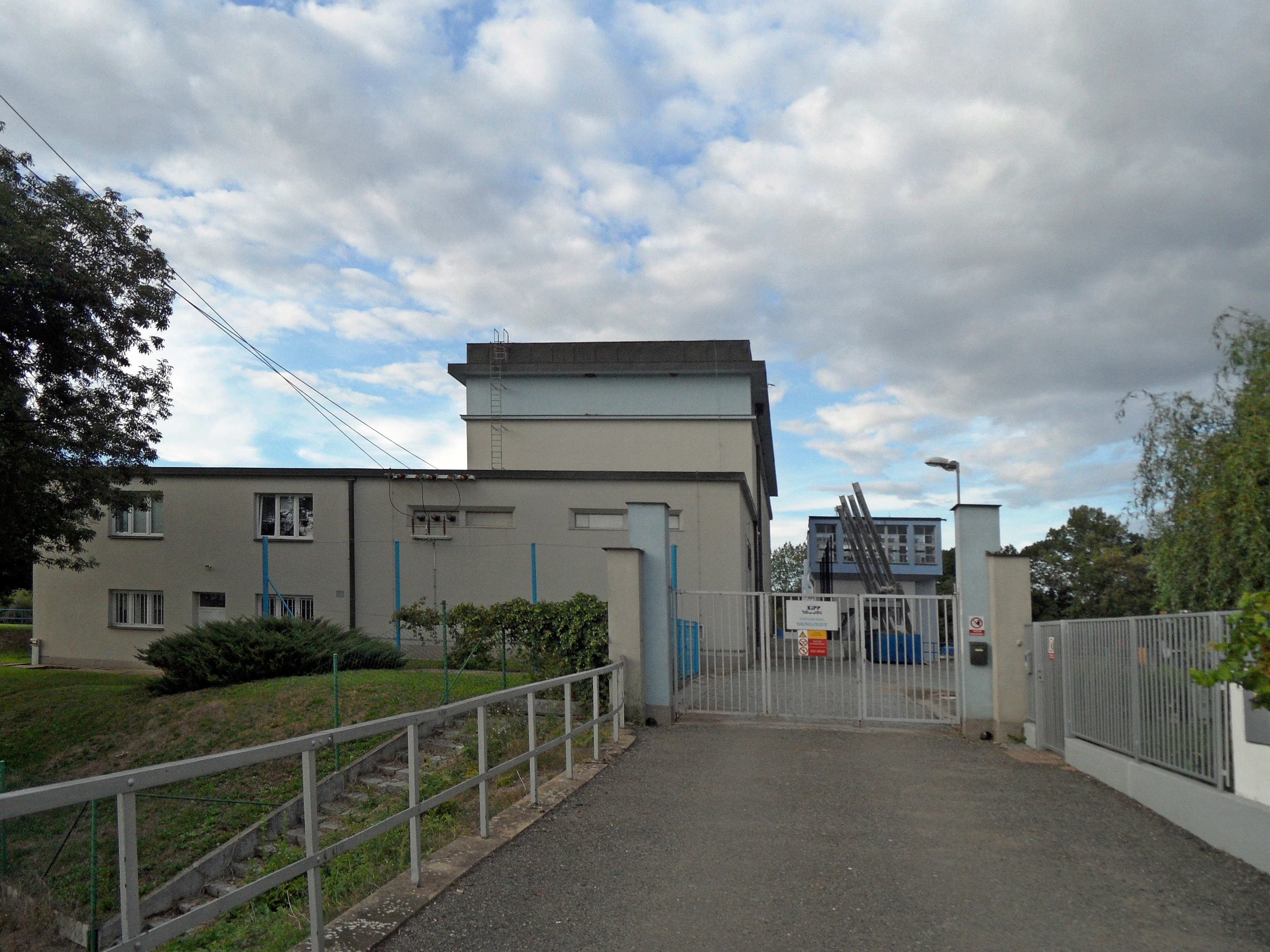
Vstup do objektu přes můstek
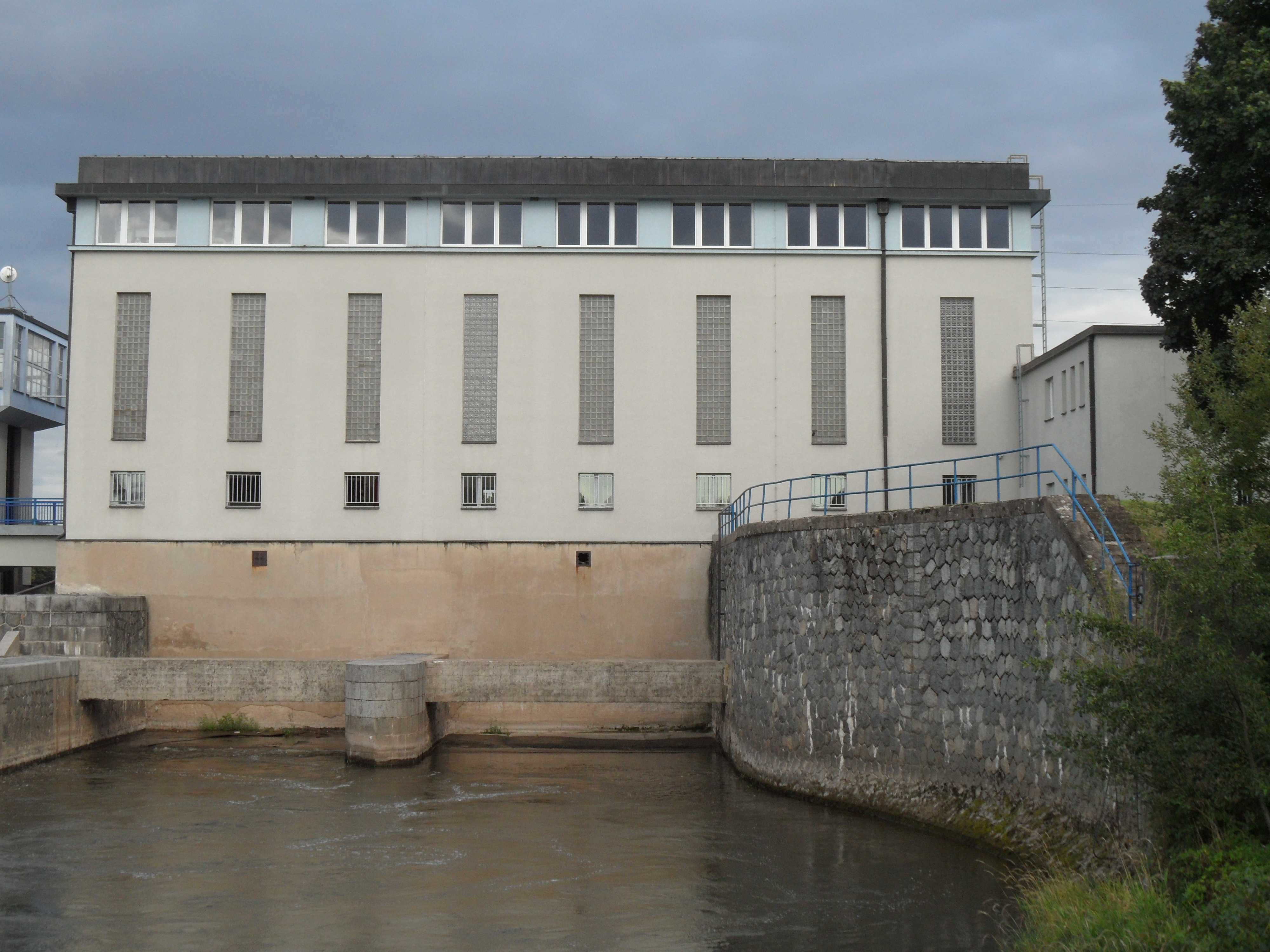
Dolní část, detail budovy
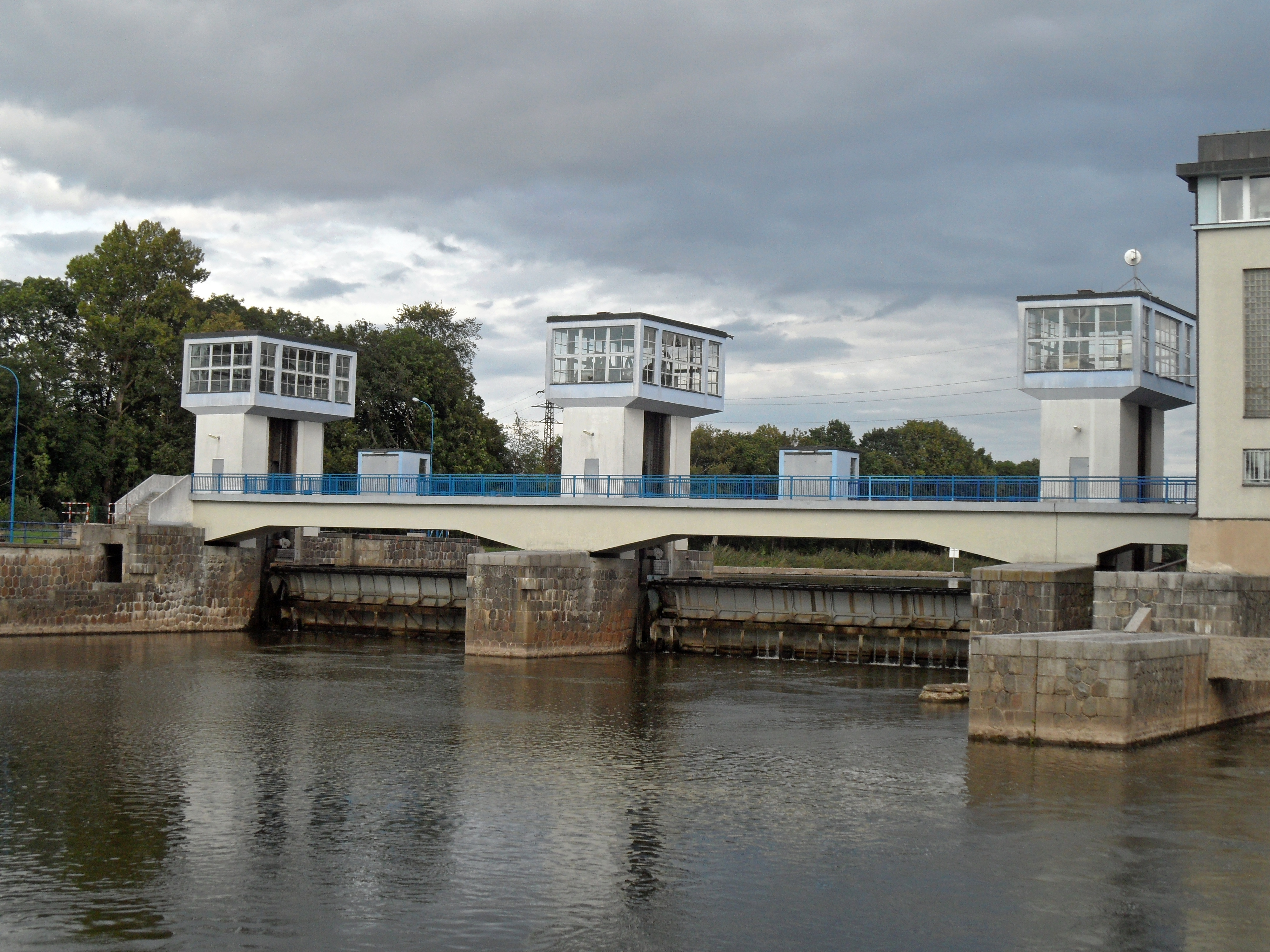
Dolní část, zdymadlo
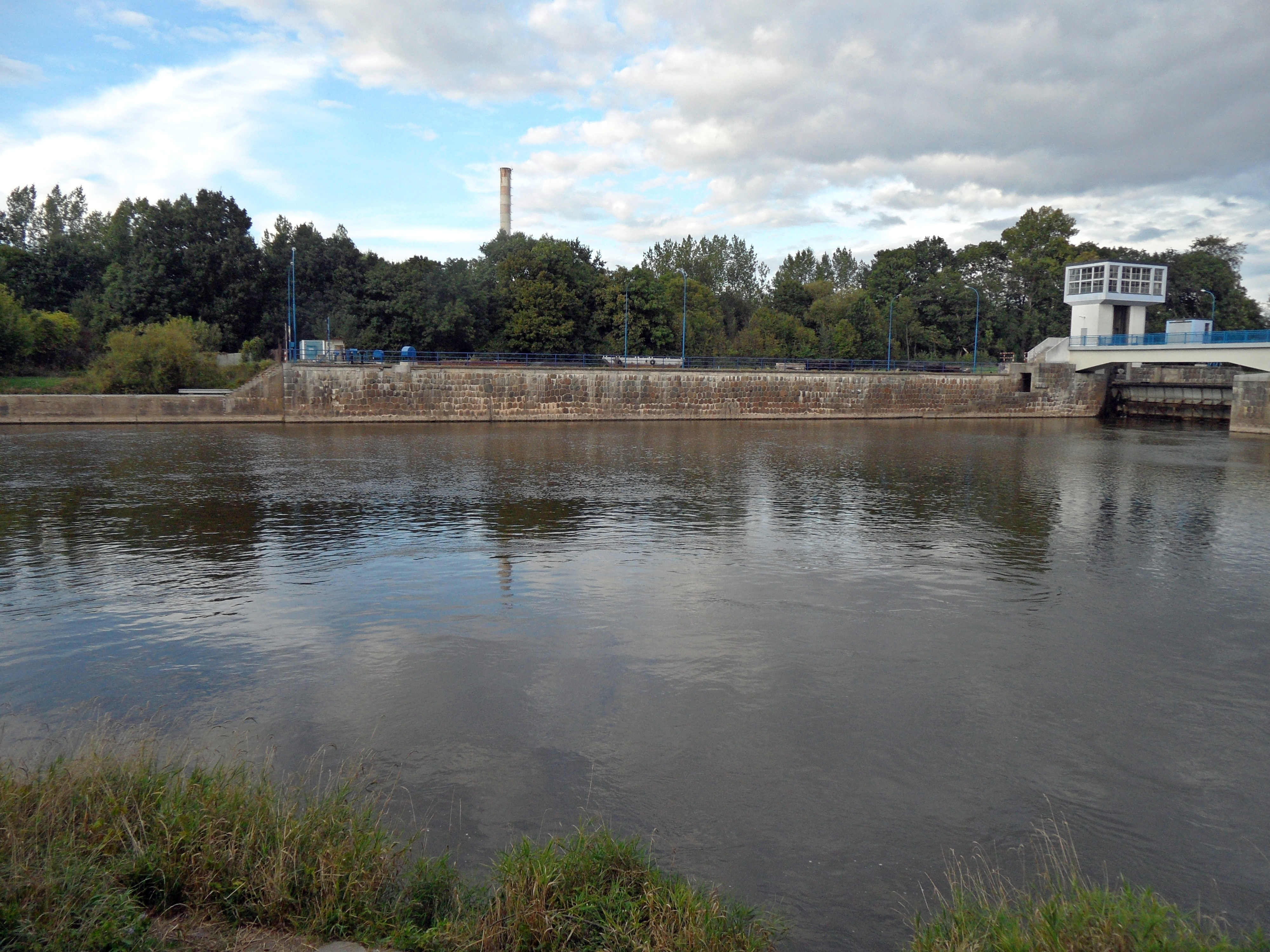
Pohled z levého břehu na pravý břeh
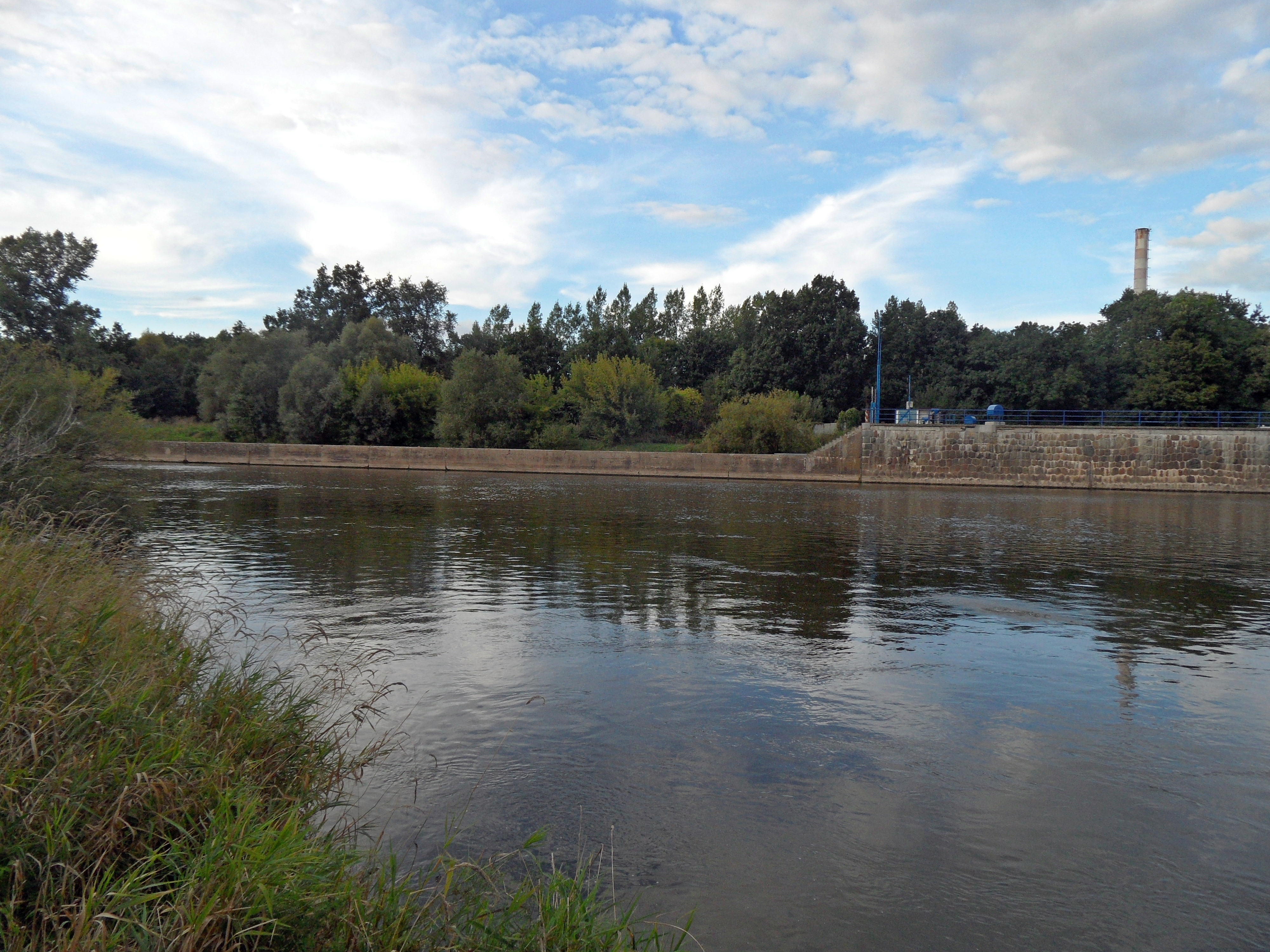
Labe pod zdymadlem